# Popsamling
Popsamling er titlen på Danser med Drenges fjerde album, som blev udsendt på CD i april 2000.
Albummet er et kombineret studie- og opsamlingsalbum, med seks ny-indspillede tracks og 11 opsamlingstracks fra gruppens tre foregående album. Samtidig var Popsamling bandets første udgivelse på eget pladeselskab, Glad Grammofon, og albummet udsendtes i samarbejde med pladeselskabet Elap.
Med dette koncept forsøgte Danser med Drenge at komme tilbage efter 1997-albummet Sig mig ... er De klar over, hvem vi var?, som var blevet efterfulgt af to års pause på grund af sangerinde Rie Rasmussens to fødsler, fremgår det af covernoterne.
Konceptet lykkedes, men i første omgang gav albummet ikke det forventede overskud på grund af en dyr TV-reklame, og Elap trak sig ud af samarbejdet, skiver Klaus Kjellerup. Senere solgte albummet bedre, og i 2006 fik Popsamling guld-status af IFPI for 25.000 solgte CD-eksemplarer.
Albummets ny-indspillede sange "Rejs dig op og kom videre" og "Kære Lillesøster" er begge blevet faste sange i Danser med Drenges live-program, som gruppens kernefans kræver, at bandet fremfører ved koncerterne.
Sangen "C'est la vie" er en ældre optagelse med Philippa Bulgin, som ikke kom med på DmD's debutalbum i 1993. På Popsamling er Bulgins stemme iklædt et nyt reggae-arrangement og et kor af Morten Remar & Nis Bøgvad fra 80'er bandet Back to Back. Sangen er skrevet af tidl. DmD-medlem Jesper Mejlvang og har tekst af Anne Linnet.
På Popsamling var DmD kortvarigt udvidet med korsanger Ruth Hald, som dog forlod bandet kort efter udgivelsen, da albumsalget i starten ikke levede op til forventningerne. De øvrige medlemmer lavede herefter Danser med Drenge om til at være et live-orkester.

## Tracks
1. "Rejs dig op og kom videre " - (Kjellerup, West, Trier) [4:08]
2. "Hvorlænge vil du ydmyge dig?" – (Kjellerup) [4:50]
3. "Kære Lillesøster" - (Lopez, Grøntved, Dalgård, Kjellerup) [3:36]
4. "Læn dig tilbage" - (Kjellerup) [4:30]
5. "Aldrig udvære dig" - (Kjellerup) [5:05]
6. "Jeg går op og lægger mig" - (Kjellerup, Trier) [6:04]
7. "Grib chancen" - (Kjellerup) [4:15]
8. "Er der nogen i himlen?" - (Kjellerup) [5:03]
9. "C'est la vie" – (Mejlvang, Linnet) [4:25]
10. "De dygtige drenge" – (Kjellerup) [7:35]
11. "Ting, som jeg aldrig turde sige" – (Stanley, Kjellerup) [4:04]
12. "Hvad er det vi venter på?" – (West, Kjellerup, Trier) [4:51]
13. "Kolde hjerter" – (Kjellerup) [4:43]
14. "Vi skal nok få gjort en mand ud af dig" – (Stanley, Kjellerup) [4:54]
15. "Sådan er det" – (Kjellerup) [4:36]
16. "Bange for at miste dig" – (Mejlvang, Kjellerup) [2:35]
17. "Hvorlænge vil du ydmyge dig? - remix 2000" – (Kjellerup) [3:46]

- Ny-indspillede tracks: 1, 3, 9, 15, 16 og 17
- Opsamlingstracks:
- 2, 5, 7, 13 og 14 er fra Danser med Drenge
- 4, 8, 10 og 11 er fra Så længe vi er her
- 6 og 12 er fra Sig mig ... er De klar over, hvem vi var?

## Musikere (band)
- Rie Rasmussen (vokal)
- Klaus Kjellerup (bas, guitar, keyboards, kor)
- Steffen Qwist (lead guitar)
- Henrik Stanley Møller (keyboards, kor)
- Simon West (el-piano, orgel)
- Ruth Hald (kor)

## Gæster
- Morten Remar & Nis Bøgvad "Back to Back" (kor 3, 9)
- Heidi Degn & Stine Pagh "BeePop" (kor 1, 15)
- Philippa Bulgin (vokal 9, 16)
- Soul Poets (remix 17)